# John Shert
John Shert (Né à Shert Hall, Macclesfield, Cheshire - mort le 28 mai 1582 à Tyburn) est un prêtre catholique anglais martyrisé sous le règne d'Élisabeth Ire.

## Biographie
Nous savons peu de choses sur la vie de John Shert. Né dans le comté de Cheshire, il est issu d'une famille passée à l'Anglicanisme. Lui-même est diplômé en humanité au Collège Brasenose d'Oxford en 1566. Converti au catholicisme il travaille comme maître d'école à Londres. Il devient le secrétaire de Thomas Stapleton avant d'entrer au séminaire en 1576 où il a été ordonné sous-diacre. Nous savons qu'il a fréquenté le Collège anglais de Rome où il a été ordonné prêtre. Il poursuit sa formation au Collège anglais de Douai, qui, à ce moment-là, est installé à Reims. Le 27 août 1579, il quitte Reims pour l'Angleterre où il exerce son ministère de prêtre à Londres et dans le Cheshire pendant deux ans avant d'être arrêté le 14 juillet 1581 à un moment où l'hystérie anti-catholique est à son comble. Il est emprisonné à la Tour de Londres.
Il fait partie des 20 accusés jugés à Westminster Hall, à Londres, pour trahison dans le cadre du prétendu « complot de Rome et de Reims » contre la reine Elizabeth I. Même s'il peut prouver être étrangé au complot il est néanmoins condamné à mort. Il est exécuté en compagnie de Thomas Ford et Robert Johnson (en).

## Béatification
John Shert fut béatifié avec les cinquante-quatre martyrs anglais par le pape Léon XIII le 29 décembre 1886. Sa mémoire est célébrée le 28 mai

### Biographie
- (en) Rabenstein, K. I., New Catholic Encyclopedia, vol. 13, Gale Cengage, 2003 (ISBN 0787640174), p. 82.
- (en) Richard Challoner, Memoirs of Missionary Priest, ed. Pollen, 1969.